# To the beginning
「to the beginning」（トゥー・ザ・ビギニング）は、Kalafinaの10枚目のシングル。2012年4月18日にSME Recordsから発売された。

## 概要
前作「Magia」から約1年2ヶ月ぶりのリリースとなる2012年1作目のシングル。
表題曲は、アニメ『Fate/Zero 2ndシーズン』のオープニングテーマに起用され、4作連続でアニメの主題歌のタイアップとなった。
販売形態は通常盤、初回限定盤A、B、期間限定盤の4種仕様で、初回盤には、「to the beginning」のPVが収録されたDVDが、アニメ盤には表題曲のTVサイズがそれぞれ収録されている。アニメ盤のジャケットには、剣を持ったセイバーと、その背後に腕組みをしている体から下のアーチャーがプリントされている。Wakana曰く衣装については「ハードな部分と現実的な部分を併せ持った衣装」となっており、Hikaruは胸元が露になっている形で、keikoはシャツ風で肩が突起状になっている。
PVでは月がキーワードになっており、水面の月を掬うシーンも用意されている。なお期間限定盤のPVは初回限定盤と異なりキャラクターとコラボを果たしている。
本作についてhotexpressの武川春奈は、「Wakanaの歌声がいつにも増して伸びやかで、Keikoの低音やHikaruのピュアな歌声も曲の色を一層濃くしている。」と評した。

## 収録曲
（全作詞・作曲・編曲：梶浦由記）

### 初回生産限定盤、通常盤
1. to the beginning [4:16]
テレビアニメ『Fate/Zero 2ndシーズン』オープニングテーマ、Remix IIエンディングテーマ
疾走感のある男性的な楽曲[2]。
Wakanaによれば、Keikoの低い音とHikaruの情熱にWakanaのストレートな歌声が加わる事により、協調性が生まれる楽曲となっている[2]。
歌詞はアニメの進行に合わせて意味が理解できるように仕上がっている[2]。
Keikoは、自分のアルトパートから始まるということもあり、発音やどのフレーズが重要なのかを念頭に置いたという。ちなみに冒頭はバラード風に歌っている[1]。
2. 満天 [5:15]
テレビアニメ『Fate/Zero 2ndシーズン』第18話、第19話エンディングテーマ
女性的で、柔和な中に儚さが現れた曲[2]。
Keikoはアニメ本編の劇伴を元に作曲された曲のため、苦労した事を明かしている[2]。
3. to the beginning 〜instrumental〜

DVD（初回生産限定盤Aのみ）
1. to the beginning Music Clip

BD（初回生産限定盤Bのみ）
1. to the beginning Music Clip

### 期間限定盤
1. to the beginning
2. 満天
3. to the beginning -TV size- [1:30]

DVD
1. to the beginning Music Clip

## 収録アルバム
| 曲名             | アルバム        | 発売日        | 備考                  |
| ---------------- | --------------- | ------------- | --------------------- |
| to the beginning | 『Consolation』 | 2013年3月20日 | 4thオリジナルアルバム |
| 満天             | 『Consolation』 | 2013年3月20日 | 4thオリジナルアルバム |